# Leningrádszkajai járás

A Lenyinszgradszkajai járás a Krasznodari határterületen

A Leningrádszkajai járás (oroszul Ленинградский муниципальный район) Oroszország egyik járása a Krasznodari határterületen. Székhelye Leningrádszkaja.

## Népesség
- 1989-ben 61 352 lakosa volt.
- 2002-ben 66 679 lakosa volt, melyből 61 904 orosz (92,8%), 1 627 ukrán, 804 örmény, 472 fehérorosz, 267 cigány, 199 német, 145 grúz, 115 tatár, 103 azeri, 85 görög, 11 adige, 2 török.
- 2010-ben 63 505 lakosa volt.